# アシタカジャコウソウ
アシタカジャコウソウ（愛鷹麝香草、学名：Chelonopsis yagiharana ）は、シソ科ジャコウソウ属の多年草。

## 特徴
地下茎は横にはう。同属のジャコウソウに似るが、全体に小さく、茎、葉柄、葉、萼などに多数の立った毛が生える。茎は丸く、高さは30-50cmになる。葉は5-7対が対生し、長さ5-10mmの短い葉柄があり、葉身は細長い倒卵形で、長さ4-10cm、幅2-4cmになる。葉先は尾状にとがり、基部は次第に細まって円形からくさび形になり、両面の脈上に立った毛が生える。
花期は8-9月。茎の上部の葉腋に1-2個の花をつける。葉腋からでる花柄は長さ4-10mm。萼は鐘形で、花時の長さは6-8mmになり、先は5裂する。花冠は濃紅紫色からやや薄い紅紫色で、長さ3-4cm、筒部が長い唇形で、上唇は短く下唇が3裂し、中央の裂片は他の2片より大きく、前方に突き出て、裂片のふちは細かい波状になる。雄蕊は4個あり、下側の2個が長い。花柱の先は2裂する。

## 分布と生育環境
日本固有種。本州の中部地方、四国の愛媛県に分布し、山地の林内や林縁に生育する。

## 和名の由来
愛鷹麝香草の意味で、静岡県の愛鷹山で発見されたことによる。